# 爨宝子碑
爨宝子碑位于中国云南省曲靖市麒麟区北园路曲靖一中爨文化博物馆内，全称晋故振威将军建宁太守爨府君之墓碑，1961年被列为第一批全国重点文物保护单位。
爨宝子碑于清乾隆四十三年（1778年）在曲靖城南七十里处出土，咸丰二年（1852年）南宁知府邓尔恒将此碑移于城中武侯祠，1937年在现址修建“爨碑亭”，将此碑和段氏与三十七部会盟碑移入一同保存。
爨宝子碑呈长方形，高1.83米，宽0.68米，厚0.21米。碑文13行，每行30字。碑尾有职官题名13行，每行4字。碑额15字，全碑共计403字。碑文为爨宝子的墓志铭，据碑文记载，此碑立于大亨四年（405年）。碑左下方还刻有清咸丰二年（1852年）曲靖知府邓尔恒题跋，记述该碑出土及移置的过程。爨宝子碑书体处于隶书到楷书的过渡阶段，在中国书法史上具有重要地位。爨宝子碑与爨龙颜碑并称为“二爨”，因尺寸较小而又称“小爨碑”。

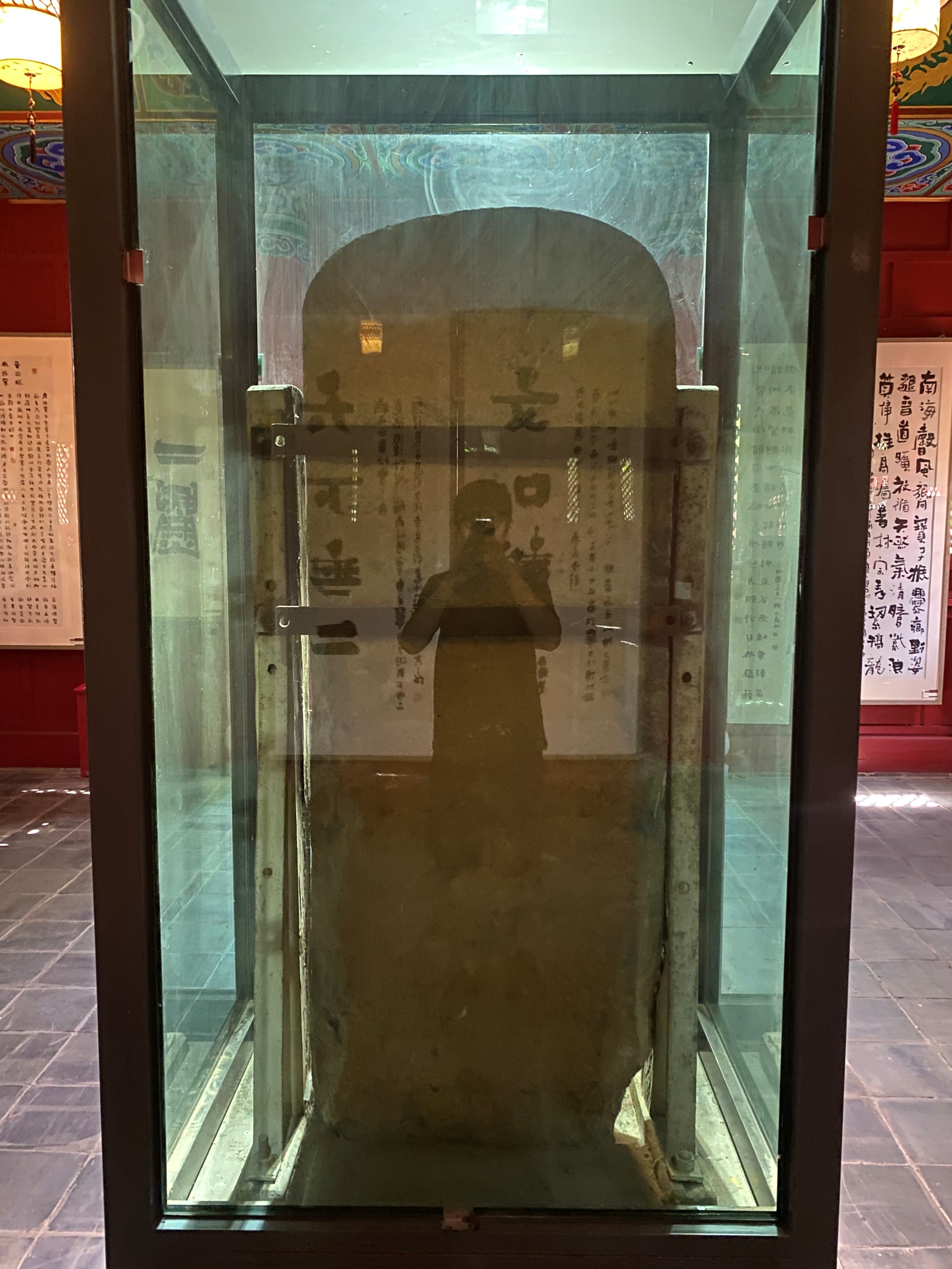
碑阴
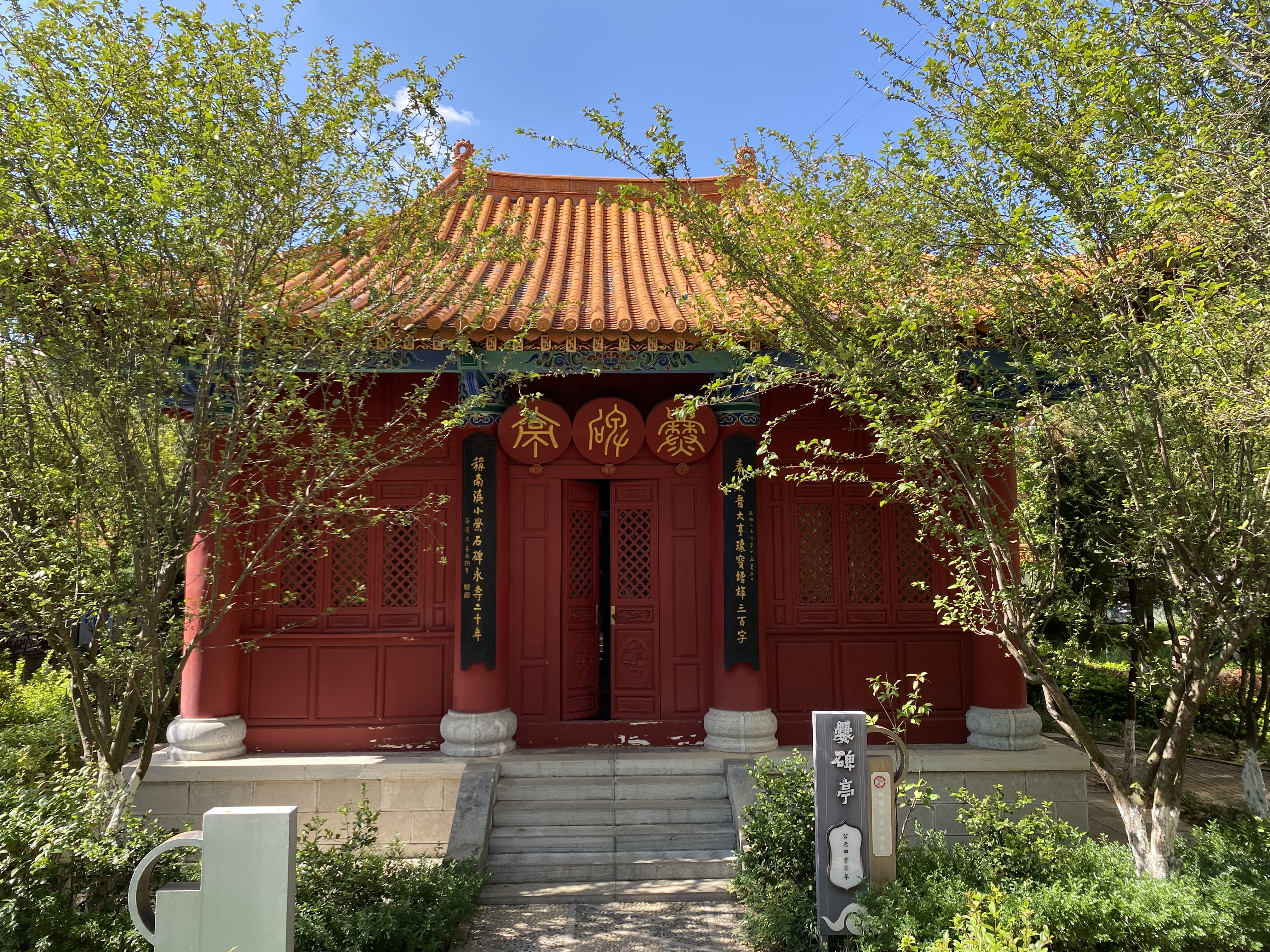
爨碑亭
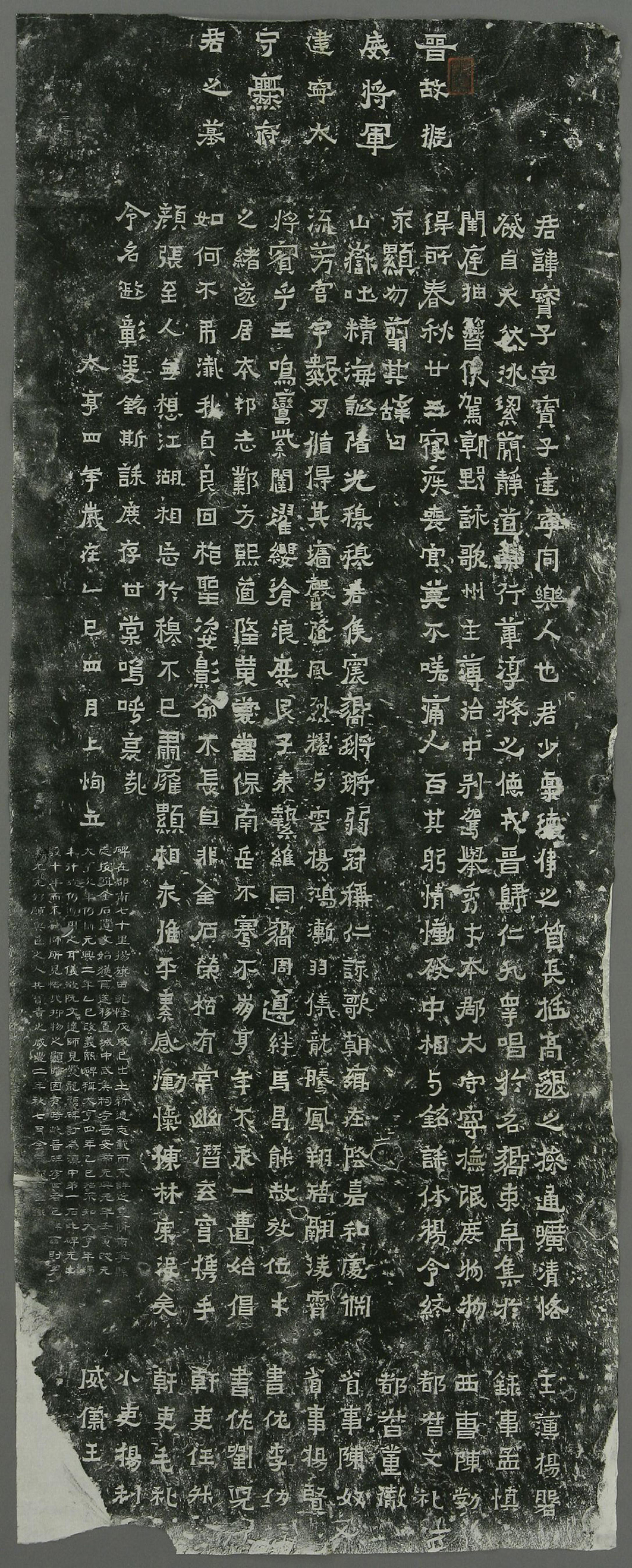
《爨宝子碑》拓片
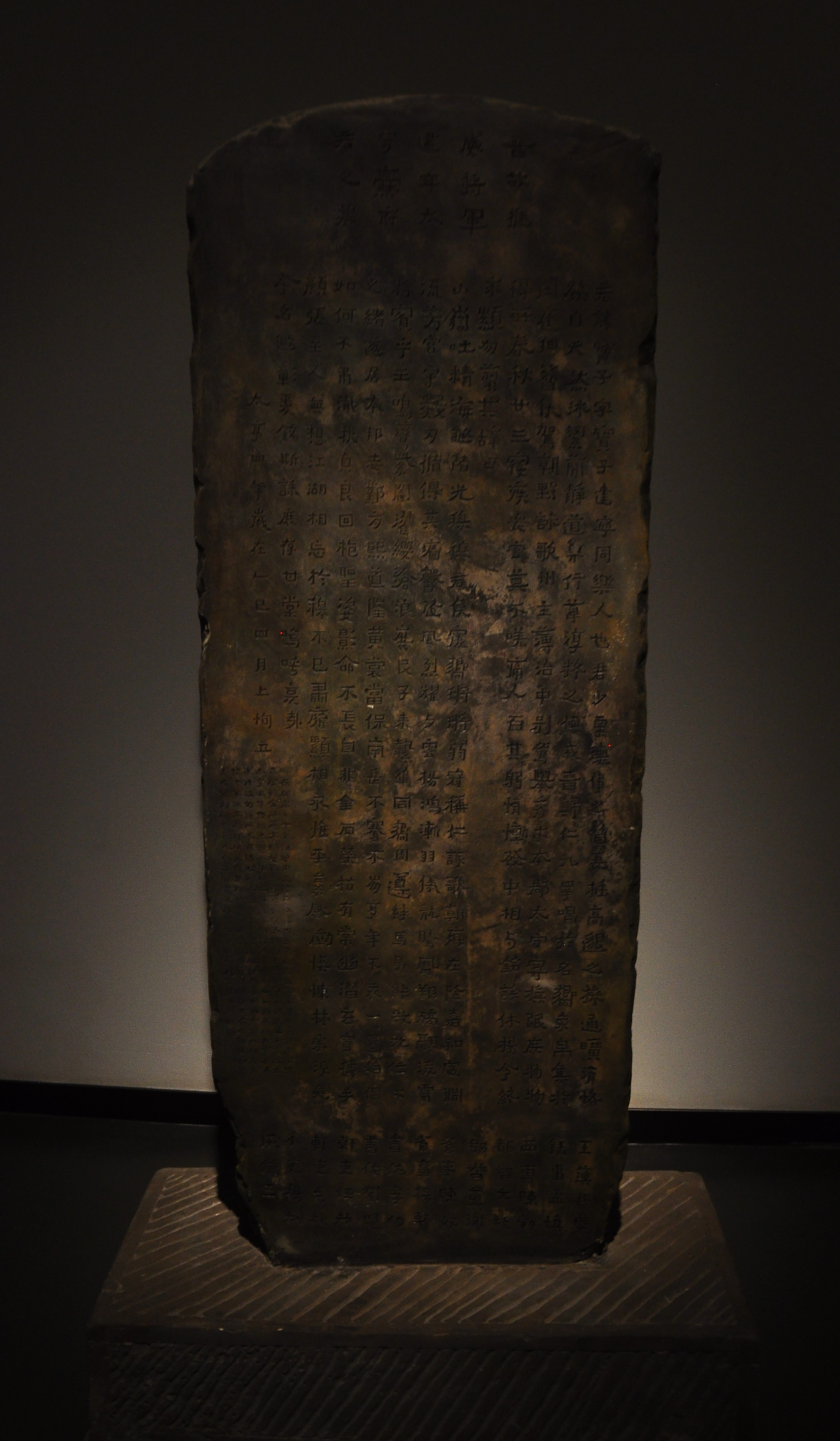
云南省博物馆内的爨宝子碑复制品